# Lou Reed
Lewis Allan »Lou« Reed, ameriški underground rock pevec, kitarist in skladatelj, * 2. marec 1942, Brooklyn, New York, † 27. oktober 2013.
Kot underground rock glasbenik se je pojavil konec šestdesetih let na takratni underground sceni kot kitarist in skladatelj zasedbe The Velvet Underground. Besedila so bila za tisti čas zelo revolucionarna in sporna, saj je Lou Reed pisal o zadevah, kot so homoseksualnost, transseksualnost, transvestija in podobno. Kot kitarist je bil izredno inovativen in je uporabljal za tiste čase nenavadne zvoke, kot sta feedback in distorzija. V sedemdesetih letih je stopil na pot samostojne kariere in si sčasoma pridobil kultni status izjemno plodnega in samosvojega umetnika. Kljub eksperimentiranju z drogami in nezdravemu načinu življenja, je ostal do konca življenja ustvarjalen.

## Diskografija
- Lou Reed (1972)
- Transformer (1972)
- Berlin (1973)
- Sally Can't Dance (1974)
- Metal Machine Music (1975)
- Coney Island Baby (1976)
- Rock and Roll Heart (1976)
- Street Hassle (1978)
- The Bells (1979)
- Growing Up in Public (1980)
- The Blue Mask (1982)
- Legendary Hearts (1983)
- New Sensations (1984)
- Mistrial (1986)
- New York (1989)
- Magic and Loss (1992)
- Set the Twilight Reeling (1996)
- Ecstasy (2000)
- The Raven (2003)
- Hudson River Wind Meditations (2007)

## Albumi, posneti v živo
- Rock n Roll Animal (1974)
- Lou Reed Live (1975)
- Live: Take No Prisoners (1978)
- Live in Italy (1984)
- Beauty And Rust (Live in Leysin) (1992)
- Live in Concert (1996)
- Perfect Night: Live in London (1998)
- American Poet (2001)
- Animal Serenade (2004)

## Sodelovanje
- Songs for Drella z Johnom Caleom (1990)
- Le Bataclan '72 z John Caleom & Nico (2004)